# Nebojša Stefanović
Nebojša Stefanović (en serbe cyrillique : Небојша Стефановић ; né le 20 novembre 1976 à Belgrade) est un homme politique serbe, membre du Parti progressiste serbe (SNS). Il est ministre de la Défense depuis le 28 octobre 2020.
De 2012 à 2014, il est président de l'Assemblée nationale de la république de Serbie et, le 27 avril 2014, il est élu ministre de l'Intérieur dans le gouvernement d'Aleksandar Vučić,.

## Études et carrière professionnelle
Nebojša Stefanović naît à Belgrade le 20 novembre 1976 ; son père est diplômé en économie et sa mère travaille à l'Agence pour les médicaments. Il termine ses études secondaires au Neuvième lycée de Belgrade puis il suit les cours de la Faculté d'études commerciales de l'Université Megatrend, où il obtient un master et un doctorat, respectivement en 2011 et 2013. Son mémoire de master porte sur Les Principes modernes de gestion dans le cadre de l'autonomie locale et sa thèse de doctorat sur Un nouveau rôle de la gestion stratégique dans le cadre de la gestion de l'autonomie locale.  En 2004, il travaille en tant que directeur du marketing pour la société Interspeed et, en 2008, il devient directeur financier de la société Jabuka,.

## Carrière politique
Sur le plan politique, Nebojša Stefanović entre au Parti radical serbe (SRS) de Vojislav Šešelj et, de 2004 à 2008, il est membre de l'assemblée de la ville de Belgrade. Aux élections législatives du 21 janvier 2007, il figure en 53e position sur la liste du SRS, qui remporte 28,59 % des suffrages et obtient 81 sièges sur 250 à l'Assemblée nationale de la république de Serbie ; ce résultat vaut à Stefanović d'obtenir un mandat de député.
Aux élections législatives anticipées du 11 mai 2008, Stefanović figure une nouvelle fois sur la liste du SRS. Le parti obtient 29,45 % des suffrages et envoie 78 représentants à l'Assemblée. Nebojša Stefanović n'est pas député.
En septembre 2008, il quitte le Parti radical serbe et rejoint le Parti progressiste serbe (SNS), issu d'une scission avec le SRS et officiellement créé en octobre par Tomislav Nikolić.
Aux élections législatives du 6 mai 2012, Nebojša Stefanović participe à la coalition « Donnons de l'élan à la Serbie », emmenée par Nikolić. Il figure en 7e place sur la liste, qui obtient 24,04 % des suffrages et 73 députés ; Stefanović obtient à nouveau un mandat parlementaire et, le 23 juillet, il est élu président de l'Assemblée nationale,,. Au sein de l'assemblée, en plus de cette fonction, il est président de la Commission des droits de l'enfant et chef de la délégation serbe à l'Union interparlementaire.
Après une crise gouvernementale et un remaniement ministériel, le 29 janvier 2014, Tomislav Nikolić, à l'instigation d'Aleksandar Vučić, premier vice-président du gouvernement d'Ivica Dačić et président du SNS, dissout l'Assemblée et convoque des élections législatives anticipées pour le 16 mars,. Nebojša Stefanović figure en 2e position sur la liste menée par Vučić et nommée « Un avenir dans lequel nous croyons » (en serbe : Budućnost u koju verujemo) ; cette liste, qui rassemble aussi le Parti social-démocrate de Serbie, Nouvelle Serbie, le Mouvement serbe du renouveau et le Mouvement des socialistes, remporte à elle seule 48,34 % des suffrages, obtenant ainsi 158 députés sur 250 à l'Assemblée nationale. Le 27 avril 2014, Vučić est élu par l'Assemblée président du gouvernement de la Serbie et Nebojša Stefanović devient ministre de l'Intérieur dans ce nouveau gouvernement,,,.

## Vie privée
Nebojša Stefanović est marié et père d'une petite fille, Nina. Il parle anglais et russe.